# Присс, Хайнц (антифашист)
Хайнц Присс (нем. Heinz Priess; 2 апреля 1920 года, Гамбург, Германия — 12 марта 1945 года, Бранденбург-на-Хафеле, Германия) — антифашист, член движения Сопротивления во время Второй мировой войны, член организации «Красная капелла».

## Биография
Хайнц Присс родился 2 апреля 1920 года в Гамбурге, в Германии в семье рабочих. Член Коммунистической детской организации (JSB) и Коммунистического союза молодёжи Германии (KJVD). С 1933 года, вместе с братьями Виктором и Бруно, вступил в движение сопротивления. Двум его братьям удалось избежать ареста и депортации в концлагеря в Германии. Они воевали в Испании в составе интернациональных бригад. Бруно Присс погиб в битве при Эбро 21 сентября 1938 года.
Хайнц Присс освоил профессию механика, затем изучал технологию строительства в техническом колледже. С 1941 года работал в конструкторском бюро Blohm & Voss, занимавшимся проектированием и строительством самолётов. Здесь присоединился к группе Бестлайна-Якоба-Абшагена.
Вместе с матерью Мари Присс (урождённой Древ) и учителем Эрнстом Миттельбахом, помог укрыться немецким коммунистам-нелегалам Эрне Эйфлер и Вильгельму Феллендорфу, которые летом 1942 года были заброшены советской разведкой на парашютах в Восточную Пруссию. Разведчики не смогли связаться с членами Красной капеллы в Берлине, и вышли на резервную связь с группой в Гамбурге. Брат Хайнца Присса, Виктор Присс служил в военной разведке Красной Армии и указал на адрес матери, как на надёжное укрытие. В Гамбурге разведчикам также оказывали помощь Катарина Феллендорф, Герберт Битхер и Вилли Мильке.
В октябре 1942 года гестапо арестовала Мари и Хайнца Присс. Во время бомбардировок Гамбурга авиацией союзников в конце июля — начале августа 1943 года здание тюрьмы было частично разрушено. По этой причине нескольким сотням заключённых было дано условно-досрочное освобождение при условии, что они вернуться через два месяца. Мари и Хайнц Присс ушли в подполье и нелегально проживали в Гамбурге. 19 июня 1944 года оба вновь были арестованы гестапо. В октябре 1944 года народный суд приговорил их к смертной казни. Хайнц Присс был депортирован в тюрьму в Бранденбурге, где 12 марта 1945 года он был казнён.
Его мать Мария Присс нацисты не смогли вывезти на место казни из-за начавшейся неразберихи в конце войны, и она выжила.

### Память
По инициативе Общества Вилли Бределя на доме, в котором проживал Хайнц Присс, была установлена мемориальная доска.
Рыболовецкий траулер с идентификационным номером 415 АФК в «Артур Беккер» был назван его именем.